# Castell de La Fontaine
El Castell de La Fontaine (en francès: Château La Fontaine; en luxemburguès: Schlass La Fontaine) és el nom d'un antic castell que es troba al barri Clausen, de la Ciutat de Luxemburg. El sumptuós edifici va ser la residència de Pere Ernest de Mansfeld, governador de Luxemburg, que en va començar la construcció el 1563 i va continuar ampliant-ho fins que va morir el 1604. Per aquesta raó també se'l coneix com el Palau Mansfeld. Avui dia gairebé no queda res de l'antic castell.

## Història
Mansfeld va ser nomenat governador de Luxemburg el 1545 quan tenia només 28 anys. La seva carrera militar combinava amb molt interès per a l'antiguitat, el que explica que s'animés en un projecte arquitectònic tan ambiciós.
La construcció es va iniciar quan Mansfeld i la seva segona esposa, Maria de Montmorency, van comprar l'ermita i la capella, així com vint cases i terreny addicional de l'abadia de Neumünster. Per construir el castell, la carretera de Neudorf a Clausen va ser desviada cap un nou camí que contornava la finca, que Mansfeld també va llogar i va tancar l'antic parc dels comtes de Luxemburg, i va intercanviar parcel·les de terra pertanyents a l'abadia de Neumünster. El 1590 va començar a envoltar tota la zona amb una muralla.
L'indret en si oferia no solament magnífiques vistes de la ciutat des de la part davantera sinó als boscos de la part per darrere, però sobretot a l'aigua del riu Uelzecht  que era disponible per als jardins, banys i fonts. De fet, amb una façana d'uns 200 metres de longitud, el castell descansava per la part de darrere contra les roques dels voltants i així deixia més d'espai per als jardins per davant. Els jardins van ser decorats amb estàtues antigues, moltes de les quals van ser obres romanes d'art trobades a les proximitats de la ciutat d'Arlon. La finca, que també inclou un parc de caça, tenia uns 5 quilòmetres de perímetre tancat per parets sòlides. Encara que el nom de l'arquitecte és desconegut, sembla haver estat un neerlandès, potser un col·laborador de Hans Vredeman de Vries, la influència del qual es pot veure clarament. Algunes referències sostenen que el castell es va inspirar al Château Fontaine proper a Vorst a Brussel·les.
A la seva mort el 1604, Mansfeld va llegar el mobiliari del castell a Felip III d'Espanya, que va transportar totes les obres d'art i antiguitats a Madrid. La infanta Isabel no va acceptar el llegat del palau que era carregat de deutes. Com a resultat, va començar a decaure i va ser destruït durant el setge de 1684.
Poc queda del castell. A partir de les descripcions de Jean Guillaume Wiltheim se sap sobre la decoració de l'interior. El castell apareix a diversos mapes de la ciutat vella. El coneixement de la mida i l'aparença del castell es deu sobretot al període de pintures de Georg Braun i per Joachim Laukens. Ells mostren l'estil gòtic amb influències renaixentistes.
Als jardins, una gran font de Venus va ser construïda. Era una piscina rectangular amb absis semicirculars, amb una estàtua de Venus al centre pujada sobre una balena. Era envoltada d'estàtues d'animals amb una polvorització d'aigua. Més tard, una pèrgola va ser construïda al voltant de la piscina. Les restes d'aquesta font estan excavades des del 2003.